# Стадион Бетлехем
Стадион Бетлехем (енгл. Bethlehem Soccer Stadium) је фудбалски стадион у Горњем Бетлехему, Сент Крој, на Девичанским острвима Сједињених Држава. Стадион је дом фудбалске репрезентације Америчких Девичанских Острва, док већи комплекс такође укључује канцеларије и технички центар Фудбалске федерације Америчких Девичанских Острва.
Стадион има укупно 1.200 седећих места подељених на две трибине. То је први фудбалски стадион на територији који је у потпуности финансирала ФИФА.

## Историја
Пребацивање седишта канцеларија Фудбалске федерације Америчких Девичанских Острва у Бетлехем почело је финансирањем „ФИФА Гоал” пројекта 2015. године. Планирано је да изградња техничког центра почне следеће године, а националног стадиона 2017. године. Стадион је требало да буде изграђен да би се решио недостатак фудбалске инфраструктуре и одговарајућег националног стадиона.
Стадион је званично отворен 11. августа 2019. године, церемонијом на којој су били гости као што су председник ФИФА Ђани Инфантино и председник Конкакафа Виктор Монтаљани. Међутим, стадион је већ био у употреби пошто је олимпијски тим УСВИ претходног месеца био домаћин својих квалификационих утакмица за Летње олимпијске игре 2020. године.
Стадион је први пут угостио сениорску мушку репрезентацију 5. септембра 2019. године за утакмицу Конкакаф Лиге Ц нација 2019–20 против Кајманских острва.